# Amalgamated Dynamics
Amalgamated Dynamics (ADI) — американская компания, специализирующаяся на производстве аниматроники.
Компанию основали в 1988 году сотрудники студии Стэна Уинстона Том Вудрафф-младший и Алек Гиллис. Первым фильмом, в котором компания принимала участие, стал «Маленькая колдунья» (1989). Вудрафф и Гиллис работали с Уинстоном над фильмом «Чужие», а Amalgamated Dynamics принимала участие в создании следующих четырёх фильмов франшизы («Чужой 3», «Чужой: Воскрешение», «Чужой против Хищника», «Чужие против Хищника: Реквием»); Вудрафф снимался в этих фильмах, облачённый в костюм монстра. Студия работала над такими кинотрилогиями как «Дрожь земли» (1990—2001), «Человек-паук» (2002—2007), «Санта-Клаус» (1994—2006). В 1993 году за фильм «Смерть ей к лицу» Том Вудрафф-мл. совместно с Кеном Ралстоном, Дагом Чиангом и Дагласом Смитом получил премию «Оскар» за лучшие визуальные эффекты; в том же году Вудрафф и Гиллис были номинированы на эту премию за фильм «Чужой 3». В 1998 году Гиллис был номинирован на «Оскар» за работу над фильмом «Звёздный десант».
В 1996 году Стэн Паркс, работавший в ILM и Amalgamated Dynamics, получил премию «Сатурн» за лучшие спецэффекты к фильму «Джуманджи». В 1998 году Вудрафф и Гиллис, в числе прочих, получили эту премию за фильм «Звёздный десант» и были номинированы за фильм «Чужой: Воскрешение».
В 2015 году компанией был выпущен фильм ужасов «Падший предвестник», средства на который были собраны на сайте Kickstarter. Импульсом к съёмкам фильма послужила история создания фильма «Нечто» 2011 года, в котором изначально планировалось показать «натуральные» эффекты — как и в фильме 1982 года, однако в окончательном варианте большинство спецэффектов были заменены на компьютерные.